# Bocas del Toro
Bocas del Toro je město a přístav v Panamě, hlavní město stejnojmenné provincie Bocas del Toro. V roce 2010 zde žilo 7366 osob. Leží na jižním konci ostrova Colón v souostroví Bocas del Toro v Karibském moři. Ve městě se nachází přímořský turistický resort. Přístup je možný lodí z Puerto Amirante nebo letecky.